# Michael Elliott
Michael Norman Elliott (ur. 3 czerwca 1932 w Londynie) – brytyjski polityk i chemik, poseł do Parlamentu Europejskiego II, III i IV kadencji.

## Życiorys
Kształcił się w Brunel College of Technology. Pracował jako chemik w przemyśle spożywczym. Zaangażował się w działalność polityczną w ramach Partii Pracy. Był radnym gminy London Borough of Ealing i przewodniczącym komisji ds. edukacji. Działacz m.in. antynuklearnej inicjatywy Campaign for Nuclear Disarmament, Friends of the Earth oraz związków zawodowych.
W latach 1984–1999 przez trzy kadencje sprawował mandat eurodeputowanego, wchodząc w skład frakcji socjalistycznej. Pracował m.in. w Komisji ds. Młodzieży, Kultury, Edukacji, Środków Masowego Przekazu i Sportu.